# Robert Schwentke
Robert Schwentke (Stuttgart, 1968) és un director i guionista alemany.

## Biografia
Diplomat del Columbia College Hollywood de Los Angeles l'any 1992, l'alemany Robert Schwentke fa les seves primeres armes com a director l'any següent amb el seu curtmetratge Heaven!
El cineasta espera tanmateix pràcticament deu anys abans de posar-se darrere de la càmera, aquesta vegada al seu país natal. Escriu i realitza el thriller Tattoo (2002) seguit molt ràpidament d'Eierdiebe (2003), la història d'un home afectat d'un càncer de testicles i que ell mateix ha sofert a mitjans dels anys 1990.
Robert Schwentke fa una gira als Estats Units, on dirigeix Jodie Foster i Peter Sarsgaard al thriller Flight Plan l'any 2005. Després The Time Traveler’s Wife amb Eric Bana i Rachel McAdams, és escollit per a Red (2011), adaptació d'uns dibuixos animats a la pantalla gran, amb pesos pesats com Bruce Willis, Morgan Freeman, John Malkovich i Helen Mirren. Aquesta lucrativa comèdia d'acció és seguida d'una altra adaptació d'un comic book, RIPD: Rest In Peace Department, aquesta vegada portada pel tàndem Ryan Reynolds-Jeff Bridges.
Posa a continuació en escena dues parts de la saga Divergent: Insurgent (2015) i The Divergent Series: Allegiant (2016). Cansat pels rodatges successius d'aquests dos blockbusters, cedeix la seva plaça a Lee Toland Krieger per al quart i últim film de la franquícia.

## Filmografia
- 1993: Heaven !
- 1998: Tatort (TV)
- 2002: Tattoo
- 2003: Eierdiebe
- 2005: Flightplan
- 2008: The Time Traveler’s Wife
- 2010: Red
- 2013: RIPD: Rest In Peace Department
- 2015: The Divergent Series: Insurgent
- 2016: The Divergent Series: Allegiant
- 2017: Der Hauptmann

## Premis
- 2002: al Sweden Fantastic Film Festival, Gran Premi del cinema fantàstic - Esment especial per a Tattoo
- 2003: al Fantasporto, Premi del cinema internacional de Fantasia - Esment especial per a Tattoo
- 2003: al Biberach Film Festival, Premi de l'audiència per a Eierdiebe